# Заале (район)
Заале (нім. Saalekreis) — район у Німеччині, у складі федеральної землі Саксонія-Ангальт. Адміністративний центр — місто Мерзебург.

## Населення
Населення району становить 182 814 осіб (станом на 31 грудня 2021).

## Адміністративний поділ
Район складається з 14 самостійних міст і громад (нім. Gemeinden), а також одного міста і п'яти громад, об'єднаних в об'єднання громад (нім. Verbandsgemeinden).
Дані про населення наведені станом на 31 грудня 2021.
| Самостійні міста/громади: 1. Бад-Дюрренберг (місто) (11389) 2. Бад-Лаухштедт (місто) (8849) 3. Браунсбедра (місто) (10432) 4. Веттін-Лебеюн (місто) (9794) 5. Зальцаталь (11325) 6. Кабельскеталь (8937) 7. Кверфурт (місто) (10321) 8. Ландсберг (місто) (14960) 9. Лойна (місто) (13899) 10. Мерзебург (місто) (33641) 11. Мюхельн (місто) (8513) 12. Петерсберг (9332) 13. Тойченталь (12793) 14. Шкопау (10937) | Об'єднання громад Вайда-Ланд Зірочкою (*) позначений центр об'єднання громад. 1. Барнштедт (976) 2. Немсдорф-Герендорф * (817) 3. Обгаузен (2225) 4. Фарнштедт (1469) 5. Шраплау (місто) (1093) 6. Штайгра (1112) |